# Glyphis gangeticus
Glyphis gangeticus је рушљориба из реда Carcharhiniformes.

## Угроженост
Ова врста је крајње угрожена и у великој опасности од изумирања.

## Распрострањење
Врста има станиште у Индији и Пакистану.

## Станиште
Станишта врсте су речни екосистеми и слатководна подручја.

## Начин живота
Ова врста је вивипарна.